# Holographis caput-medusae
Holographis caput-medusae är en akantusväxtart som beskrevs av T.F. Daniel. Holographis caput-medusae ingår i släktet Holographis och familjen akantusväxter. Inga underarter finns listade i Catalogue of Life.